# بایوسکا
بایوسکا (به اسپانیایی: Biosca) یک منطقهٔ مسکونی در اسپانیا است که در سگرا واقع شده‌است. بایوسکا ۶۶٫۲ کیلومتر مربع مساحت دارد.